# بتحب مين (ألبوم)
بتحب مين هو ألبوم غنائي للمطربة المصرية أنغام من إنتاج شركة روتانا، تم إنتاج الألبوم عام 1997.

## الأغاني
الألبوم مكون من 7 أغاني.
- عاجبني فيك
- بتحب مين
- من بعيد
- سلم علي
- اتقابلنا
- بلادي
- القلوب